# Cap Law
Der Cap Law, auch Gap Law, ist ein 497 m hoher Hügel in der Kette der Pentland Hills. Er liegt im Westen der schottischen Council Area Midlothian an der Ostflanke im Zentrum der rund 25 km langen Hügelkette. Der Weiler Carlops befindet sich rund vier Kilometer südlich; die Kleinstadt Penicuik sechs Kilometer östlich. Rund 2,5 Kilometer südwestlich wurde das North Esk Reservoir aufgestaut. Wahrscheinlich war der Cap Law ursprünglich als „Gap Law“ bekannt. Durch einen typographischen Fehler in einer historischen Karte änderte sich sein Name und wurde später nicht mehr korrigiert.
Die Nachbarhügel sind der Green Law im Südwesten, der Braid Law im Südosten sowie West und East Kip im Norden. Im Unterschied zum Großteil der umgebenden Landschaft, ist der Cap Law an der Nordostflank von Bäumen bestanden.

## Umgebung
Auf dem Grat zwischen Green Law, Cap Law und Braid Law war einst ein Kreuz aufgerichtet. Nachdem sich zu Beginn des 19. Jahrhunderts noch dessen zerstörter, ornamentierter Schaft an Ort und Stelle befunden hatte, ist heute nur noch die rund 1 m × 70 cm messende Bodenplatte erhalten. Wahrscheinlich lag es an der Monk’s Road, einem etablierten Pfad der Mönche auf ihrem Weg zur Dunfermline Abbey mit Querung des Firth of Forth beim heutigen South Queensferry.
Mitte des 19. Jahrhunderts wurde der Fund von bronzenen Waffen am Osthang des Cap Law unweit der Eastside Farm berichtet. Über ihren Verbleib ist jedoch nichts bekannt. 500 m nordöstlich wurde im Jahre 2002 eine neolithische Axt mit einer Länge von 115 cm aufgefunden.